# Sōryokusen Kenkyūjo

Sōryokusen Kenkyūjo (総力戦研究所, littéralement « Institut d'études sur la guerre totale ») est un think-tank japonais créé par le gouvernement impérial en octobre 1940. Il a pour but d'évaluer les chances de l'empire japonais de remporter un conflit militaire avec les États-Unis. Il comprend 36 personnes, jeunes (33 ans de moyenne d'âge) et considérées comme intellectuellement brillantes. On y trouve des militaires mais aussi des journalistes et des hommes d'affaires.
Ils concluent dans un rapport présenté au gouvernement japonais de Konoe fin août 1941 qu'au vu de la disparité des forces, un conflit total avec les États-Unis est perdu d'avance. Ils estiment que si un conflit devait débuter mi-1941, les approvisionnements maritimes de l'archipel seraient sérieusement menacés dès la fin 1943 et que le Japon serait hors d'état de continuer à combattre un an plus tard, à la fin 1944. Ils prédisent même que sur la fin du conflit, l'URSS pourrait se retourner contre eux.
Le rapport ne sera pas pris en compte et l'attaque de Pearl Harbor lancée moins de 4 mois plus tard, le 7 décembre 1941.